# Thụ thể cannabinoid

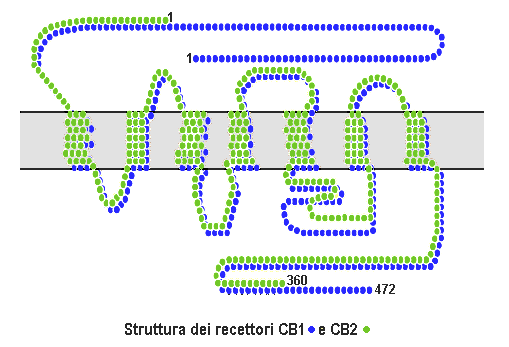
Cấu trúc CB _{1} và CB _{2}.

Thụ thể cannabinoid, nằm trên khắp cơ thể, là một phần của hệ thống endocannabinoid, tham gia vào một loạt các quá trình sinh lý bao gồm thèm ăn, cảm giác đau, tâm trạng và trí nhớ.
Các thụ thể cannabinoid thuộc một nhóm các thụ thể màng tế bào trong siêu họ thụ thể kết hợp protein G.  Là điển hình của các thụ thể kết hợp protein G, các thụ thể cannabinoid chứa bảy miền xuyên màng.  Các thụ thể Cannabinoid được kích hoạt bởi ba nhóm phối tử chính: endocannabinoid, được sản xuất bởi cơ thể động vật có vú;     cannabinoid thực vật (như cannabidiol, được sản xuất bởi cây cần sa); và cannabinoids tổng hợp (như HU-210).  Tất cả các endocannabinoid và phytocannabinoid (cannabinoids dựa trên thực vật) là lipophilic, chẳng hạn như các hợp chất hòa tan trong chất béo.
Hiện tại có hai phân nhóm thụ thể cannabinoid được biết đến, được gọi là CB1 và CB2.  Thụ thể CB1 được thể hiện chủ yếu ở não (hệ thần kinh trung ương hoặc "CNS"), nhưng còn được thể hiện ở phổi, gan và thận.  Thụ thể CB2 được thể hiện chủ yếu trong hệ thống miễn dịch và trong các tế bào tạo máu.  Bằng chứng gắn cho thấy có những thụ thể cannabinoid mới , đó là không phải CB1 và không phải CB2, được biểu hiện trong các tế bào tế bào nội mô và trong hệ thần kinh trung ương.  Năm 2007, sự gắn kết của một số cannabinoids với thụ thể kết hợp protein G GPR55 trong não đã được mô tả.
Trình tự protein của thụ thể CB1 và CB2 giống nhau khoảng 44%.  Khi chỉ xem xét các vùng xuyên màng của các thụ thể, độ tương tự amino acid giữa hai phân nhóm thụ thể là khoảng 68%.  Ngoài ra, các biến thể nhỏ trong mỗi thụ thể đã được xác định.  Cannabinoids liên kết thuận nghịch và chọn lọc âm thanh nổi với các thụ thể cannabinoid. Các cannabinoid chọn lọc đã được phát triển mà về mặt lý thuyết có thể có lợi thế để điều trị một số bệnh như béo phì.
Dường như các thụ thể cannabinoid là duy nhất đối với ngành Động vật có dây sống và, do đó, chúng có sự phân bố chủng loại khá hạn chế trong vương quốc động vật.  Tuy nhiên, các enzym tham gia vào sinh tổng hợp / bất hoạt của endocannabinoid và tín hiệu endocannabinoid nói chung (liên quan đến các mục tiêu khác hơn là thụ thể CB1 / 2-type) xảy ra trên khắp thế giới động vật.  Mặc dù các thụ thể cannabinoid là duy nhất đối với Động vật có dây sống, các sinh vật khác vẫn có thể xử lý endocannabinoid thông qua các kỹ thuật khác.